# Cornufer adiastolus
Espèce
Synonymes
- Platymantis adiastolus Brown, Richards, Sukumaran & Foufopoulos, 2006

Statut de conservation UICN

 DD  : Données insuffisantes
Cornufer adiastolus est une espèce d'amphibiens de la famille des Ceratobatrachidae.

## Répartition
Cette espèce est endémique de Nouvelle-Bretagne en Papouasie-Nouvelle-Guinée. Elle se rencontre de 300 à 500 m d'altitude aux pieds des monts Nakanai.

## Description
Le mâle holotype mesure 41,9 mm et la femelle paratype 71,7 mm.

## Publication originale
- Brown, Richards, Sukumaran & Foufopoulos, 2006 : A new morphologically cryptic species of forest frog (genus Platymantis) from New Britain Island, Bismarck Archipelago. Zootaxa, no 1334, p. 45-68.